# 利伯蒂鎮區 (內布拉斯加州瓦利縣)
利伯蒂鎮區（英語：Liberty Township）是位於美國內布拉斯加州瓦利縣的一個行政鎮區。

## 地方資料
利伯蒂鎮區的面積為92.73平方千米，當中陸地面積為92.70平方千米，而水域面積為0.03平方千米。根據2020年美國人口普查的數據，當地共有人口30人，而人口密度為每平方千米0.32人。